# Bowen Yang
Bowen Yang (nascido em 6 de novembro de 1990) é um ator, comediante, podcaster e escritor americano. Yang foi contratado para se juntar à equipe de roteiristas da série de comédia de esquetes da NBC Saturday Night Live em setembro de 2018, antes de sua 44ª temporada, e um ano depois foi promovido ao status de elenco no ar para a 45ª temporada do SNL. Ele fez história em 2021, tornando-se o primeiro jogador de destaque do SNL a ser indicado ao Primetime Emmy Award (na categoria Melhor Ator Coadjuvante em Série de Comédia). Ele foi promovido ao status de repertório antes da 47ª temporada.
Yang apareceu nas séries de televisão Girls5eva, Ziwe e The Other Two, e foi recorrente em Awkwafina Is Nora do Queens. Ele também é conhecido por suas aparições nas comédias românticas LGBTQ Fire Island e Bros, ambas lançadas em 2022, e no filme de fantasia musical de 2024 Wicked. Ele co-apresenta um podcast de comédia pop-culture, Las Culturistas, com Matt Rogers. Em janeiro de 2019, ele foi nomeado para a lista 30 Under 30 Hollywood & Entertainment da revista Forbes.

## Início da vida e educação
Yang nasceu em Brisbane, Queensland, Austrália, em uma família que emigrou da China em 1986. Seu pai, Ruilin, foi criado em uma área rural da região da Mongólia Interior, na China continental, crescendo em uma cabana de palha e lama. Os pais de Ruilin eram "analfabetos ingleses", mas ele lia livros por horas à luz de velas e acabou entrando na universidade. A mãe de Yang, de Shenyang, era uma médica altamente educada, agora aposentada, que foi obstetra-ginecologista na China antes de trabalhar em diagnósticos. O casal mudou-se para Brisbane para que Ruilin pudesse obter seu doutorado em explosivos de mineração.
Yang tem uma irmã mais velha. As crianças falavam mandarim em casa e frequentavam a escola dominical chinesa. Quando Bowen tinha seis meses de idade, a família mudou-se para o Canadá e acabou por se estabelecer em Montreal, onde Bowen descobriu o Saturday Night Live (SNL). Quando tinha nove anos, mudaram-se novamente para Aurora, Colorado. Quando criança, ele foi atraído pelos comediantes e apresentadores de programas noturnos David Letterman e Conan O'Brien.
O professor de cálculo do ensino médio de Yang, Adrian Holguin, também foi seu treinador no grupo de comédia improvisada da Smoky Hill High School, Spontaneous Combustion. Yang obteve uma pontuação quase perfeita no ACT (35) e 2200 no SAT, e se formou no ensino médio em 2008. Ele foi nomeado rei do baile e também eleito "Mais Provável de Ser um Membro do Elenco do Saturday Night Live no anuário de sua escola.
Quando tinha dezessete anos, o pai de Yang descobriu que seu filho era gay por meio de uma "janela de bate-papo aberta" no computador da família. Seus pais não foram receptivos à notícia, afirmando que tais coisas "não aconteciam na China". O pai de Yang chorava frequentemente com a revelação e, sendo não religioso, mas querendo "resolver problemas", providenciou que ele participasse de oito sessões de terapia de conversão gay. Ele concordou em participar das sessões para apaziguar seus pais, que disseram que, de outra forma, não permitiriam que ele se mudasse para Nova Iorque para estudar na Universidade de Nova Iorque, onde sua irmã já estava. Ele ficou imediatamente alarmado com a mistura de religião e uso de raciocínio pseudocientífico do conselheiro para explicar as manifestações homossexuais positivas. Em uma entrevista para o The New York Times, Maureen Dowd questionou por que seus pais, ambos cientistas, não viram a desconexão. Bowen disse: "Era uma coisa cultural para eles, esse valor cultural em torno da masculinidade, em torno da manutenção da linhagem familiar, mantendo certas coisas sagradas e santas", ele disse "Era eu querendo encontrá-los no meio do caminho, mas percebendo que tinha que ser bem absoluto. Era uma coisa ou outra."
Em 2008, Yang mudou-se para Nova Iorque e juntou-se à sua irmã na NYU. O seu pai designou-a para acompanhá-lo durante este período, enquanto Bowen tentava "a heterossexualidade para o tamanho e falhava miseravelmente". Ele passou a aceitar ser gay, incorporando-o à sua comédia, e esperava que os seus pais aprendessem a aceitar esse aspecto dele. Desde então, encontraram uma trégua e desfrutam de uma "ótima relação". Na NYU, ele estava no grupo de improvisação Dangerbox, e ocasionalmente se apresentava com Stephanie Hsu, membro do grupo de comédia de esquetes da escola.
Yang foi inspirado pela personagem Cristina Yang de Sandra Oh em Grey's Anatomy por suas buscas neuróticas e implacáveis, e aspirava ser médico. Ele foi para aulas de pré-medicina e se formou na NYU com um diploma de bacharel em química. Depois de perceber que ele foi realmente inspirado por Oh por sua habilidade de atuação, ele decidiu seguir uma carreira na comédia. Na NYU, ele conheceu Matt Rogers, com quem começou Las Culturistas, um podcast semanal de comédia onde Yang "expressa sem remorso sua personalidade, história e a si mesmo, compartilhando suas experiências como membro da comunidade LGBTQ".

## Filmografia

### Cinema
| Ano  | Título                                               | Personagem      | Notas        |
| ---- | ---------------------------------------------------- | --------------- | ------------ |
| 2019 | Isn't It Romantic                                    | Cara do Donny   |              |
| 2020 | Cicada                                               | Hudson          |              |
| 2022 | The Lost City                                        | Ray o Moderador |              |
| 2022 | Fire Island                                          | Howie           |              |
| 2022 | Bros                                                 | Lawrence Grape  |              |
| 2022 | Night at the Museum: Kahmunrah Rises Again           | Ronnie          | Dublagem     |
| 2023 | The Monkey King                                      | Rei Dragão      | Dublagem     |
| 2023 | Dicks: The Musical                                   | Deus            |              |
| 2023 | Please Don't Destroy: The Treasure of Foggy Mountain | Deetch Nordwind |              |
| 2023 | Good Burger 2                                        | Ele mesmo       |              |
| 2024 | The Tiger's Apprentice                               | Sidney          | Dublagem     |
| 2024 | The Garfield Movie                                   | Nolan           | Dublagem     |
| 2024 | Wicked                                               | Pfannee         |              |
| 2025 | The Wedding Banquet †                                | Chris           | Pós-produção |
| 2025 | Wicked: For Good †                                   | Pfannee         | Pós-produção |

### Television
| Ano           | Título                                 | Personagem                    | Notas                                                                   |
| ------------- | -------------------------------------- | ----------------------------- | ----------------------------------------------------------------------- |
| 2016          | Broad City                             | Vendedor associado            | 2 episódios                                                             |
| 2016          | The Outs                               | Jason                         | 4 episódios                                                             |
| 2018          | High Maintenance                       | Brian                         | Episódio: "Globo"                                                       |
| 2019          | Jon Glaser Loves Gear                  | Bowen                         | Episódio: "Survival"                                                    |
| 2019–presente | Late Night with Seth Meyers            | Ele mesmo                     | 7 episódios                                                             |
| 2019–presente | Saturday Night Live                    | Vários papéis                 | 76 episódios                                                            |
| 2020–2023     | Awkwafina Is Nora from Queens          | Edmund                        | 17 episódios                                                            |
| 2020          | Unbreakable Kimmy Schmidt              | Kim Jong-un                   | Especial: "Kimmy vs the Reverend"                                       |
| 2020          | Archer                                 | Win Li (voz)                  | Episódio: "Bloodsploosh"                                                |
| 2021          | Girls5eva                              | Zander                        | 2 episódios                                                             |
| 2021          | Ziwe                                   | Ele mesmo                     | Episódio: "Wealth Hoarders"                                             |
| 2021          | The Other Two                          | Ele mesmo                     | Episódio: "Chase & Pat Are Killing It"                                  |
| 2021          | Ten Year Old Tom                       | (voz)                         | Episódio: "The Spelling Bee is Rigged/Dakota's Dad"                     |
| 2022          | The Kardashians                        | Ele mesmo                     | Episódio: "Life from New York"                                          |
| 2022          | Duncanville                            | (voz)                         | 2 episódios                                                             |
| 2023          | HouseBroken                            | Lonnie (voz)                  | Episódio: "Who's a Homeowner?"                                          |
| 2023          | The Simpsons                           | Richard (voz)                 | Episódio: "Homer's Adventures Through the Windshield Glass"             |
| 2023          | Gremlins: Secrets of the Mogwai        | Administrador Celestial (voz) | 4 episódios                                                             |
| 2023          | RuPaul's Drag Race All Stars           | Ele mesmo                     | Jurado convidado; Episódio: "Snatch Game of Love"                       |
| 2023          | RuPaul's Drag Race All Stars: Untucked | Ele mesmo                     | Convidado especial; Episódio: "All Stars Untucked: Snatch Game of Love" |
| 2023          | Scott Pilgrim Takes Off                | Fofoqueiro da TV No. 2 (voz)  | Episódio: "Whatever"                                                    |
| 2024          | Fantasmas                              | Dodo                          | 2 episódios                                                             |
| 2024          | Jentry Chau vs. The Underworld         | Ed (voz)                      | 13 episódios                                                            |

### Escritor
| Ano       | Título              | Notas                         |
| --------- | ------------------- | ----------------------------- |
| 2018–2019 | Saturday Night Live | 21 episódios                  |
| 2019      | 76º Globo de Ouro   |                               |
| 2021      | Schmigadoon!        | Episódio: "Cross That Bridge" |

## Prêmios e indicações
- 2019 – Lista Forbes 30 Under 30 Hollywood & Entertainment
- 2019 – Out 100 Lista de Artistas do Ano
- 2020 – Human Rights Campaign Visibility Award
- 2021 – Homem Mais Sexy do Mundo da People
- 2021 – Lista do Poder do Orgulho da Variety
- 2021 – Time 100 Pessoas Mais Influentes
- 2021 – Estrela da Comédia Revelação do Ano da Just for Laughs

| Ano  | Associações                          | Obra                | Categoria                                                                     | Resultado |
| ---- | ------------------------------------ | ------------------- | ----------------------------------------------------------------------------- | --------- |
| 2019 | Primetime Emmy Award                 | Saturday Night Live | Melhor Roteiro para um Programa de Variedades                                 | Indicado  |
| 2021 | Primetime Emmy Award                 | Saturday Night Live | Melhor Ator Coadjuvante em Série de Comédia                                   | Indicado  |
| 2022 | Primetime Emmy Award                 | Saturday Night Live | Melhor Ator Coadjuvante em Série de Comédia                                   | Indicado  |
| 2024 | Primetime Emmy Award                 | Saturday Night Live | Melhor Ator Coadjuvante em Série de Comédia                                   | Indicado  |
| 2019 | Writers Guild of America Awards      | Saturday Night Live | Série de Esquetes de Comédia/Variedades                                       | Indicado  |
| 2020 | Writers Guild of America Awards      | Saturday Night Live | Série de Esquetes de Comédia/Variedades                                       | Indicado  |
| 2021 | Dorian Awards                        | Saturday Night Live | Melhor Performance Coadjuvante de TV                                          | Indicado  |
| 2021 | Dorian Awards                        | Saturday Night Live | Melhor Performance Musical de TV "Pride Month Song"                           | Indicado  |
| 2021 | Dorian Awards                        | Saturday Night Live | Melhor Performance Musical de TV "Loverboy"                                   | Indicado  |
| 2022 | Hollywood Critics Association Awards | Saturday Night Live | Melhor Ator Coadjuvante em Série de TV a Cabo ou Rede de Transmissão, Comédia | Indicado  |
| 2022 | Gotham Awards                        | Fire Island         | Tributo ao Elenco                                                             | Venceu    |
| 2023 | iHeartRadio Podcast Awards           | Las Culturistas     | Podcast do Ano                                                                | Venceu    |
| 2023 | iHeartRadio Podcast Awards           | Las Culturistas     | Melhor Podcast de Comédia                                                     | Indicado  |
| 2025 | Screen Actors Guild Awards           | Wicked              | Melhor Elenco num Filme                                                       | Pendente  |